# ほんまもん
『ほんまもん』は、2001年度後期放送のNHK「連続テレビ小説」第65作で、2001年（平成13年）10月1日から2002年（平成14年）3月30日まで放送されたテレビドラマ。

## 概要
タイトルの「ほんまもん」とは、関西弁で「ほんもの（本物）」という意味である。
和歌山県熊野の山に抱かれて育った主人公・山中木葉（池脇千鶴）が、料理人の道を目指し奮闘する姿を描く。和歌山県が主な舞台の1つになるのは、1988年（昭和63年）度後期の『純ちゃんの応援歌』以来となった。
ヒロインオーディションには、当時歴代最多の2541人が応募した。
2001年11月にオープンしたNHK大阪放送局内施設、NHK新大阪放送会館のスタジオを使用して制作され、池脇は局舎完成のテープカットに参加した。
次作『さくら』以降はハイビジョン撮影に移行したため、連続テレビ小説シリーズ最後の非ハイビジョン撮影でもある。1990年（平成2年）度前期『凛凛と』での開始以来、視覚障害者向けの解説放送を務めた関根信昭は、本作が最後の担当となった。
初回視聴率は23.1%、平均視聴率は22.6%、最高視聴率は25.1%（ビデオリサーチ調べ、関東地区）。

## 物語
高校時代、お転婆だった木葉は祖母・フジ（小林千登勢）が病に倒れ、父・山中一路（根津甚八）が料理した鮎のほぐし身と茶粥を美味しそうに食べて幸せそうに息を引き取る姿を目の当たりにした。
この姿に、食が人を幸せにする力を知った木葉は料理人を目指し高校卒業後大阪へ。そこで待っていたのは厳しい修行と挫折・困難・そして克服の日々だった。
そんな中、木葉は精進料理に出会い、そこで真の料理の心を学んでいく。

## キャスト
山中 木葉（やまなか このは） → 松岡 木葉（まつおか このは）
演 - 池脇千鶴
和食・精進料理の料理人見習い。
山中 千里（やまなか せんり）
演 - 風吹ジュン
木葉の母。
山中 一路（やまなか いちろ）
演 - 根津甚八
木葉の父。和食料理人であり、和食料理店を経営する。ある日舌癌に侵され入院し手術を受けるも、癌が肺に転移しその後死去する。
山中 定道（やまなか さだみち）
演 - 佐藤慶
木葉の祖父で一路の父。林業を営む。
山中 フジ（やまなか フジ）
演 - 小林千登勢
木葉の祖母で一路の母。病に倒れて床につき、息子の一路が料理した鮎のほぐし身と茶粥をおいしそうに食べた後、幸せそうに永眠する。
田中 道代（たなか みちよ）
演 - 小林幸子
木葉の叔母で一路の妹。
桜井 泉恵尼（さくらい せんけいに）
演 - 野際陽子（語り兼任）
精進料理の修行先の庵主。木葉の師。
松岡 武司（まつおか たけし）
演 - 海東健
木葉の夫。
松岡 誠司（まつおか せいし）
演 - 村野武範
武司の父で木葉の義父。
松岡 陽子（まつおか ようこ）
演 - 星由里子
武司の母で木葉の義母。
浅井 エミ子（あさい えみこ）
演 - 宮川花子
黒門市場の八百屋の店主
浅井 勝義（あさい かつよし）
演 - 愛川欽也
蒸発したエミ子の夫。
村沢（むらさわ）
演 - 宮川大助
黒門市場の魚屋の店主。
入江（いりえ）
演 - 桂三枝（現・六代桂文枝)
料亭の出資者。
白鳥 聖子（しらとり せいこ） → 小室 聖子（こむろ せいこ）
演 - 麻生祐未
木葉の同僚。最初の就職先の元先輩。
小室（こむろ）
演 - 永澤俊矢
木葉の同僚の和食料理人。聖子の夫。
田渕先生（たぶち せんせい）
演 - 坂上忍
木葉の小学校時代の恩師。
山中 隆次
演 - 佐武勝義
松岡 雪枝
演 - 川端夕海香
松岡 健司
演 - 三島嘉崇
松岡 友香子
演 - 神谷けいこ
加賀 新一
演 - 笑福亭松之助
加賀 節子
演 - 加茂さくら
加賀 匠
演 - 仁科克基
木村 裕次郎
演 - 井上順
田中 周
演 - 岡本信人
田中 和宏
演 - 畠中洋
田中 竜生
演 - 上瀧昇一郎
田渕 夕美 → 浅井 夕美
演 - 春木みさよ
田渕 勇人 → 浅井 勇人
演 - 森田直幸
落合 一実
演 - 斉花舟周
落合 一
演 - 西園寺章雄
落合 百合子
演 - 田中恵理
畑中
演 - 玉生司朗
畑中 幸代
演 - 中村節子
如月 萌子
演 - 夏樹陽子
如月 すず
演 - 占部房子
タエ
演 - 絵沢萠子
加代
演 - 紅萬子
ヒカラビ
演 - 朴本早紀子
ミヤ子
演 - 中野若葉
藤木 剛
演 - 大和屋ソセキ
青田医師
演 - 小倉久寛
笹川
演 - 不破万作
権藤
演 - 喜味こいし
榎本
演 - 国田栄弥
ウィリアム
演 - 剣太郎セガール
浦杉 健矢
演 - 千原浩史
小野寺
演 - 徳田興人
譲治
演 - 泉口由希哉
滝子
演 - 島村晶子
椎名 美代子
演 - 服部明美
大橋
演 - 花紀京
野村
演 - 稲健二
相原 知夏
演 - 金田典子
美山 結子
演 - 田中あや
桑山 平八郎
演 - 平井昌一
ラウラ・キング
演 - ソフィー
葉月
演 - 長井梨紗
板谷部長
演 - 南条好輝
高梨
演 - 川原田樹
麻衣
演 - 小林麻子
知代子
演 - 小笠原町子
美智子
演 - 李昌齢
マサ
演 - ホープユタカ
石井
演 - 生田朗子
津山 大三郎
演 - 小西博之
田所
演 - 橋田雄一郎
栗原
演 - 山本禎顕
安西
演 - 福田転球
チエコ
演 - 麻生えりか
渡辺医師
演 - 冨家規政
小夜
演 - 三原あや
細井 友紀
演 - 稲田奈緒
一倉シェフ
演 - 上杉祥三
堀川取締役
演 - 須永克彦
麻美
演 - 西村美保
浅井 勇人
演 - 倉益瑠我
田中先生
演 - 森下じんせい
松本
演 - 田尾安志
片岡
演 - 石丸謙二郎
百合子
演 - 広田レオナ
写真屋
演 - 天王寺一
視察員
演 - 湯口和明
和服の女
演 - 石本由美子
中年女
演 - 摩耶美
不動産屋
演 - ミッキー大場

## スタッフ
- 作 - 西荻弓絵[1]
- 音楽 - 千住明[1]
- ヴァイオリン演奏 - 千住真理子
- 挿入歌 - 「誰かがそばにいる」
  - 作詞・歌 - 小林幸子（田中道代役を兼任）、作曲・編曲 - 千住明
- 料理監修 - 棚橋俊夫[2]
- 語り - 野際陽子
- 副音声解説 - 関根信昭
- 大阪ことば指導 - 田中恵理
- 撮影協力 - 和歌山県、和歌山県東牟婁郡本宮町、本宮町観光協会[8]、和歌山県新宮市、和歌山県立新宮高等学校、大阪府、大阪市、黒門市場商店街振興組合、日本料理 旬味 節
- 制作統括 - 若泉久朗[1]
- 制作 - 篠原圭
- 演出 - 望月良雄、宮崎純、六山浩一、黒崎博、福井充広、城宝秀則、須崎岳、山田隆子
- 製作・著作 - NHK大阪放送局

## 放送日程
| 週     | 回数      | 放送日              | 演出     |        |
| 2001年 | 2001年    | 2001年              | 2001年   | 2001年 |
| ------ | --------- | ------------------- | -------- | ------ |
| 1      | 1 - 6     | 10月01日 - 10月06日 | 望月良雄 |        |
| 2      | 7 - 12    | 10月08日 - 10月13日 |          |        |
| 3      | 13 - 18   | 10月15日 - 10月20日 |          |        |
| 4      | 19 - 24   | 10月22日 - 10月27日 |          |        |
| 5      | 25 - 30   | 10月29日 - 11月03日 |          |        |
| 6      | 31 - 36   | 11月05日 - 11月10日 |          |        |
| 7      | 37 - 42   | 11月12日 - 11月17日 |          |        |
| 8      | 43 - 48   | 11月19日 - 11月24日 |          |        |
| 9      | 49 - 54   | 11月26日 - 12月01日 |          |        |
| 10     | 55 - 60   | 12月03日 - 12月08日 |          |        |
| 11     | 61 - 66   | 12月10日 - 12月15日 |          |        |
| 12     | 67 - 72   | 12月17日 - 12月22日 |          |        |
| 13     | 73 - 77   | 12月24日 - 12月28日 |          |        |
| 2002年 |           |                     |          |        |
| 13     | 78 - 79   | 1月04日 - 1月05日   |          |        |
| 14     | 80 - 85   | 1月07日 - 1月12日   |          |        |
| 15     | 86 - 91   | 1月14日 - 1月19日   |          |        |
| 16     | 92 - 97   | 1月21日 - 1月26日   |          |        |
| 17     | 98 - 103  | 1月28日 - 2月02日   |          |        |
| 18     | 104 - 109 | 2月04日 - 2月09日   |          |        |
| 19     | 110 - 115 | 2月11日 - 2月16日   |          |        |
| 20     | 116 - 121 | 2月18日 - 2月23日   |          |        |
| 21     | 122 - 127 | 2月25日 - 3月02日   |          |        |
| 22     | 128 - 133 | 3月04日 - 3月09日   |          |        |
| 23     | 134 - 139 | 3月11日 - 3月16日   |          |        |
| 24     | 140 - 145 | 3月18日 - 3月23日   |          |        |
| 25     | 146 - 151 | 3月25日 - 3月30日   |          |        |

## 総集編
前半総集編 「料理人への道」が地上波で、2001年12月30日16時40分 - 17時53分と、2002年1月3日 8時40分 - 9時53分に放送された。
BS2で2002年8月12日 - 8月15日16時30分 - 17時30分、地上波で2002年12月22日 - 12月23日16時 - 18時に2回分ずつ放送された。
- 第1回「入門の巻」
- 第2回「修行の巻」
- 第3回「奮闘の巻」
- 最終回「自立の巻」

## 受賞歴
- 第32回ザテレビジョンドラマアカデミー賞[12]
  - ザテレビジョン特別賞（野際陽子）